# سناب!
سناب! (بالانجليزية ؛!snap) هي فرقة يورودانس ألمانية تشكلت في عام 1989 من قبل المنتجين مايكل مونزينج ولوكا أنزيلوتي.خضع الفعل لعدد من التغييرات في التشكيلة على مر السنين، بما في ذلك المطربين وكتاب الأغاني ومغني الراب الأمريكيين ثيا أوستن وتوربو بي ونيكي هاريس وبيني فورد. أشهر أغانيهم هي "القوة" و"الإيقاع راقصة"، وكلاهما وصل إلى المركز الأول في بلدان متعددة.

## تاريخ
بدأ لوكا أنزيلوتي ومايكل مونزينج العمل معا في عام 1985 في مجموعة(منظمة من أجل المرح). سجلوا ألبومين، منظمة من أجل المرح (1988) واسأل نفسك (1989)، و مجموعة من الأغاني المنفردة، بما في ذلك "إليكتريكا سالسا"، حتى عام 1990. أنشأ الاثنان المشروع الجانبي 16 بي اي تي في عام 1986 وحققا نجاحا مع أول أغنية لهما، بعنوان "أين أنت؟"في عام 1987، أصدروا الألبوم من أجلبي إم جي.

### تشكيل الالبوم الأول
شكل أنزيلوتي ومونزينج سناب! في عام 1989، تحت الأسماء المستعارة بينيتو بينيتس وجون "فيرغو" غاريت الثالث، حيث اعتقدوا أن الجمهور لديه أفكار سابقة سلبية عن الموسيقى الألمانية.أول ضربة لهم، "القوة"، التي كان أمامها مغني الراب الأمريكي توربو بي والمغني بيني فورد، بلغت ذروتها في المرتبة الثانية في ألمانيا في أبريل 1990 وقضت خمسة أسابيع في هذا المنصب، وفي نهاية المطاف ذهبت لمبيعات 250،000 وحدة.تصدرت الأغنية في المملكة المتحدة وحصلت على جائزة فضية لمبيعات 200000 وحدة.في الولايات المتحدة، وصلت إلى رقم 2 علىلوحة الإعلانات الساخنة 100 وتم اعتماده بلاتينيوم ل 1,000,000 وحدة.اعتادت جاكي هاريس على محاكاة غناء فورد في فيديو "باور" وغادرت المجموعة بعد فترة وجيزة، وأصبحت فورد مغنيتها الرئيسية بدوام كامل، وسجلت الأغنية المنفردة الثانية، "عفوا، إعادة عمل "لا أصدق أنك تريد الاستيقاظ والرقص عام 1980 من قبل فرقة جاب، التي كانت بيني مغنية مساندة سابقة معها.كان "اوبس اب" ضربة أخرى رقم 2 في ألمانيا، حيث أمضى تسعة أسابيع في المنصب.دخلت الأغنية المنفردة المراكز الخمسة الأولى في المملكة المتحدة، وحصلت على جائزة فضية أخرى، وحصلت على شهادة ذهبية في الولايات المتحدة.تبع ذلك المزيد من الضربات، مع "كيلوت و سناب " الذي يبدو شرقيا، والذي احتل المركز الثالث في ألمانيا والرقم 8 في المملكة المتحدة، و"ماري كان لديها صبي صغير"، الذي وصل إلى رقم 4 في ألمانيا، ومرة أخرى رقم 8 في المملكة المتحدة.وصل الألبوم الأول للفرقة، دولة كبرى \ عظمى، إلى رقم 7 في ألمانيا، ورقم 10 في المملكة المتحدة، ورقم 30 في الولايات المتحدة.ذهب الألبوم إلى البلاتين في ألمانيا والذهب في المملكة المتحدة والولايات المتحدة.

### الألبوم الثاني
في عام 1991، انضم المغني والملحن وكاتب الأغاني والراقصة الأمريكية تيا أوستن إلى سناب! تشكيلة وساعدت في كتابة الأغنية "الإيقاع هو راقص"، الذي كان من المقرر في البداية أن يكون الأغنية المنفردة الرئيسية من الألبوم الثاني ولكن تم دفعها للخلف، و"تم إصدار لون الحب في مكانه. تمكن هذا المسار من بلوغ ذروته في رقم 9 في ألمانيا ولكنه توقف عند رقم 54 في المملكة المتحدة."الإيقاع هو راقص"، الذي استخدم عينة من أغنية "اوتومان" من قبل فرقة الهيب هوب الإلكترونية الأمريكية في أوائل الثمانينات تم إصدار نيوكليوس كأغنية منفردة ثانية، في يوليو 1992، واستمرت لتصبح سناب! أكبر ضربة حتى الآن، إطلاق النار على رقم 1 في ألمانيا والمملكة المتحدة وفرنسا وسويسرا والنمسا وهولندا وبلجيكا.في الولايات المتحدة، بلغت ذروتها في المركز الخامس، حيث جمعت ذهبا آخر لمبيعات 500000 وحدة.في المنزل في ألمانيا، ذهبت الأغنية المنفردة إلى البلاتين مقابل 500000 وحدة وحصلت على ذهب في المملكة المتحدة لمبيعات 400,000 وحدة. الأغنية المنفردة الثالثة، "إبادة"، رسمت في المرتبة الثالثة في ألمانيا ورقم 2 في المملكة المتحدة وذهبت إلى الذهب في موطن الفرقة.عودة الرجل المجنون، سناب! كان الألبوم الثاني جيدا في الرسوم البيانية، وبلغ ذروته في المركز الثالث في ألمانيا ودخل المراكز العشرة الأولى في المملكة المتحدة وهولندا والنمسا وسويسرا. في وقت قريب من إصداره، قرر توربو بي مغادرة المشروع بسبب الخلافات مع ثنائي الإنتاج. ذهب الألبوم في ألمانيا والمملكة المتحدة، لمبيعات 250،000 وحدة و100،000 وحدة، على التوالي.تم إصدار أغنية واحدة أخرى، بعنوان "هل ترى الضوء"، وظهرت نيكي هاريس.

### الألبوم الثالث
تم تجنيد مونزينج وأنزيلوتي المغنية الصيفية المولودة في واشنطن العاصمة (باولا براون) تقدم العمل للألبوم الثالث.سناب! انتقل نحوصوت المنزل التقدمي وأصدر أول أغنية منفردة، تسمى "مرحبا بك في الغد (هل أنت مستعد؟)"، في سبتمبر 1994. بلغ المسار ذروته في رقم 4 في ألمانيا ورقم 6 في المملكة المتحدة وتبعه الألبوم، بعنوان أيضامرحبا بك في الغد.الأغنية المنفردة الثانية، "كان أول الخلود الأخير (حتى النهاية)"، نجاحا معتدلا في المملكة المتحدة ولكنه وصل إلى رقم 7 في ألمانيا.سناب! أصدر أغنيتين فرديتين أخريين من الألبوم: "العالم بين يدي" و"رامي" (يضم روكماني)، وكلاهما عانى من إدخالات مخطط معتدلة.